# Poliptyk z Marią i Dzieciątkiem Jezus
Poliptyk z Marią i Dzieciątkiem Jezus – gotycki ołtarzyk z kości słoniowej w formie czworobocznej, zamykanej kapliczki. Miejsce powstania jest nieznane; zaliczany jest do grupy dzieł wykonanych na dworze króla Karola IV Pięknego. Do 1882 roku tryptyk znajdował się w kolekcji Timbala. W tym czasie został zakupiony do zbiorów rzemiosła artystycznego w paryskim Luwrze, gdzie znajduje się do dziś.

## Wygląd
Jest to niewielki poliptyk, którego rozmiary wynoszą 28,20 cm (wysokość) i 23,50 cm (rozpiętość skrzydeł). Łączy elementy architektoniczne (struktura ołtarzyka), rzeźby i malarstwa (polichromii). Centralną część poliptyku stanowi czworoboczna kapliczka nakryta niskim ostrosłupowym daszkiem, otwarta od strony frontalnej ostrołukową arkadą (w nią wpisana jest mniejsza z łukiem trójlistnym), ponad którą znajduje się wimperga. U nasady łuku arkady niewielkie ozdobne kapitele. Wewnątrz kapliczki pełnoplastyczna figura Maryi z Dzieciątkiem. Matka Boska ukazana została jako młoda, urocza niewiasta, odziana w suknię, płaszcz i długi welon. Na jej skroniach spoczywa korona, w lewej ręce widoczny jest fragment trzonu (najprawdopodobniej berła). Swój wzrok kieruje w stronę Dzieciątka, które oparte jest o lewe ramię Maryi; w lewej rączce trzyma jabłko, prawą dłoń kładzie na piersi Matki. Maryja ukazana jest w klasycznym kontrapoście; wygięcie to spowodowane jest ciężarem Dzieciątka, a ponadto tworzy plastyczny efekt, często stosowany w rzeźbie gotyckiej.
Kapliczka jest zamykana za pomocą pary skrzydeł; każde z nich jest dwudzielne. W architektonicznych obramieniach, przypominających front kapliczki, w dwóch strefach umieszczone są sceny z cyklu o tematyce bożonarodzeniowej. W górnej strefie od lewej (od strony widza): Zwiastowanie i Nawiedzenie św. Elżbiety, po prawej: Boże Narodzenie. Poniżej Pokłon Trzech Króli oraz Ofiarowanie w świątyni.

## Analiza
Od strony ikonograficznej dzieło koncentruje się wokół narodzenia Dzieciątka Jezus. Pomimo wyboru przedstawień powszechnych w dziełach sztuki tematów, wątki zredagowano w sposób indywidualny, podporządkowując ich kompozycje ramom kwater. Rzadką formułę ikonograficzną prezentuje scena Bożego Narodzenia, gdzie owiniętym w pieluszki Dzieciątkiem opiekuje się Józef (który trzyma go w rękach), podczas gdy Maria budzi się ze snu, wyciągając prawą dłoń ku Jezusowi.
Poliptyk z Marią i Dzieciątkiem Jezus jest cennym przykładem XIV-wiecznej plastyki z kości słoniowej. W dobie gotyku głównym ośrodkiem produkcji tego typu dzieł stał się Paryż, gdzie – oprócz niewielkich przenośnych ołtarzyków mających najczęściej formę dyptyków i tryptyków – wykonywano statuetki, głównie Marii z Dzieciątkiem, ekskluzywne przedmioty codziennego użytku (kufry, grzebienie, lusterka), które, ze względu na swoją mobilność, były rozpowszechniane na terenie całej Europy.
Niewykluczone, iż paryski poliptyk z Marią i Dzieciątkiem Jezus został wykonany w kręgu dworu króla Karola IV Pięknego. Oprócz nastroju ceremonii (który emanuje z niewielkich scen bożonarodzeniowych i insygniów królewskich trzymanych przez Maryję i Dzieciątko w centralnej części poliptyku) o dworskim charakterze świadczy styl dzieła. Historycy sztuki wiążą styl poliptyku nie tylko z innymi dziełami z kości słoniowej (m.in. dyptyki z Pierpont Morgan Library, Muzeum Watykańskiego oraz muzeum Wiktorii i Alberta, tryptyki z Saint-Sulpice i Angers), ale także z pozłacaną figurą Madonny z Dzieciątkiem, ofiarowaną przez Joannę d’Évreux (trzecią żonę Karola IV Kapetynga) opactwu Saint-Denis (obecnie w Luwrze).